# Jankovich István (atléta)
Jankovich István (Pozsony, 1889. október 17. – Budapest, 1974. február 21.) magyar bajnok atléta, rövidtávfutó, olimpikon.

## Élete
A Magyar AC tagja volt. Négyszeres magyar bajnok rövidtávfutó. Az első magyar, aki 11 másodperc alatt futota a 100 méteres síkfutást. Részt vett az 1912. évi nyári olimpiai játékokon Stockholmban. Három atlétika számban indult. 100 méteren, 200 méteren és 4 × 100 méteres váltóban. Érmet nem nyert. Civil foglalkozása ügyvéd volt.